# Agda Viker
Agda Elin Viktoria Viker, född 26 januari 1883 i Husaby församling, Västergötland, död 19 mars 1969 i Des Plaines, Illinois, var en svensk-amerikansk målare.
Hon var dotter till regementspastorn Nils Gustaf Strömbom och pianisten Maria Sofia Elisabet Ählström och från 1910 gift med arkitekten Guttorm Aabel Viker samt syster till Bessie Regina Helström. Hon bosatte sig i USA 1900 och studerade där konst vid Art Institute of Chicago samt privatstudier i porträttmålning för Wellington Jarard Reynolds och Frederic Victor Poole och landskapsmålning för Frederick F. Fursman. Hon medverkade i ett flertal amerikanska och svenska-amerikanska samlingsutställningar i Chicago 1933–1956. Separat ställde hon bland annat ut i Rockford, Illinois och i Chicago. Hennes konst består av stilleben, porträtt och landskapsskildringar utförda i olja, pastell eller akvarell.